# Vacunación contra la COVID-19 en Bolivia
La vacunación contra la COVID-19 en Bolivia es la estrategia nacional de vacunación que ha iniciado el 29 de enero de 2021, con el fin de inmunizar contra la COVID-19 a la población del país, en el marco de un esfuerzo mundial para combatir la pandemia de COVID-19.

## Vacunación por departamento
| Departamentos | Departamentos | Primera dosis | Segunda dosis |
| ------------- | ------------- | ------------- | ------------- |
| 1°            | Santa Cruz    | 144 159       | 63 967        |
| 2°            | La Paz        | 153 410       | 53 760        |
| 3°            | Cochabamba    | 113 785       | 52 076        |
| 4°            | Tarija        | 34 412        | 13 899        |
| 5°            | Potosí        | 33 954        | 14 281        |
| 6°            | Chuquisaca    | 50 960        | 16 211        |
| 7°            | Beni          | 41 392        | 10 375        |
| 8°            | Oruro         | 36 413        | 13 291        |
| 9°            | Pando         | 29 209        | 3 009         |
| Total         | Total         | 637 694       | 240 869       |

## Lotes de vacunas
| Lotes de vacunas llegadas a Bolivia | Lotes de vacunas llegadas a Bolivia | Lotes de vacunas llegadas a Bolivia | Lotes de vacunas llegadas a Bolivia | Lotes de vacunas llegadas a Bolivia |
| Puesto                              | Cantidad de dosis                   | Vacuna                              | Fecha de llegada                    | Ref.                                |
| ----------------------------------- | ----------------------------------- | ----------------------------------- | ----------------------------------- | ----------------------------------- |
| 1°                                  | 20 000                              | Sputnik V                           | 28 de enero de 2021                 | [ 2 ]                               |
| 2°                                  | 500 000                             | Sinopharm                           | 24 de febrero de 2021               | [ 3 ]                               |
| 3º                                  | 228 000                             | Oxford-AstraZeneca/(COVAX)          | 21 de marzo de 2021                 | [ 4 ]                               |
| 4º                                  | 200 000                             | Sinopharm                           | 30 de marzo de 2021                 | [ 5 ]                               |
| 5°                                  | 25 000                              | Sputnik V                           | 14 de abril de 2021                 | [ 6 ]                               |
| 6°                                  | 200 000                             | Sputnik V                           | 20 de abril de 2021                 | [ 7 ]                               |
| 7º                                  | 92 430                              | Pfizer-BioNTech/(COVAX)             | 29 de abril de 2021                 | [ 8 ]                               |
| 8°                                  | 334 400                             | Sinopharm                           | 11 de mayo de 2021                  | [ 9 ]                               |
| 9°                                  | 334 400                             | Sinopharm                           | 14 de mayo de 2021                  | [ 10 ]                              |
| 10°                                 | 400 000                             | Sputnik V                           | 15 de mayo de 2021                  | [ 11 ]                              |
| 11°                                 | 331 200                             | Sinopharm                           | 17 de mayo de 2021                  | [ 12 ]                              |
| 12º                                 | 100 626                             | Pfizer-BioNTech/(COVAX)             | 26 de mayo de 2021                  | [ 13 ]                              |
| 13°                                 | 100 000                             | Sputnik V                           | 12 de junio de 2021                 | [ 14 ]                              |
| 14°                                 | 150 000                             | Oxford-AstraZeneca                  | 13 de junio de 2021                 | [ 15 ]                              |
| 15°                                 | 500 000                             | Sinopharm                           | 22 de junio de 2021                 | [ 16 ]                              |
| 16°                                 | 500 000                             | Sinopharm                           | 24 de junio de 2021                 | [ 17 ]                              |
| 17°                                 | 527 000                             | Sputnik V                           | 9 de julio de 2021                  | [ 18 ]                              |
| 18°                                 | 1 008 000                           | Janssen/(COVAX)                     | 11 de julio de 2021                 | [ 19 ]                              |
| 19°                                 | 500 000                             | Sinopharm                           | 11 de julio de 2021                 | [ 20 ]                              |
| 20°                                 | 500 000                             | Sinopharm                           | 17 de julio de 2021                 | [ 21 ]                              |
| 21°                                 | 500 000                             | Sinopharm                           | 23 de julio de 2021                 | [ 22 ]                              |
| 22°                                 | 500 000                             | Sinopharm                           | 30 de julio de 2021                 | [ 23 ]                              |
| 23°                                 | 500 000                             | Sinopharm                           | 2 de agosto de 2021                 | [ 24 ]                              |
| 24°                                 | 500 000                             | Sinopharm                           | 6 de agosto de 2021                 | [ 25 ]                              |
| 25°                                 | 125 460                             | Sputnik V                           | 8 de agosto de 2021                 | [ 26 ]                              |
| Total dosis                         | 8 676 516                           | S/D                                 | S/D                                 | S/D                                 |
| Población                           | 11 832 936                          | S/D                                 | S/D                                 | S/D                                 |
| % de dosis respecto a la población  | 73,32 %                             | S/D                                 | S/D                                 | S/D                                 |

### Inicio de la vacunación en Bolivia a nivel continental
| Puesto | País                 | Fecha histórica del inicio de vacunación | Primera persona histórica en ser vacunada | Profesión       | Edad     | Artículo principal                 | Refs.  |
| ------ | -------------------- | ---------------------------------------- | ----------------------------------------- | --------------- | -------- | ---------------------------------- | ------ |
| 1°     | México               | 24 de diciembre de 2020                  | María Irene Ramírez                       | Enfermera       | 59 años  | Vacunación en México               | [ 28 ] |
| 2°     | Chile                | 24 de diciembre de 2020                  | Zulema Riquelme                           | Enfermera       | 46 años  | Vacunación en Chile                | [ 29 ] |
| 3°     | Costa Rica           | 24 de diciembre de 2020                  | María Elizabeth Castillo                  | Paciente        | 91 años  | Vacunación en Costa Rica           | [ 30 ] |
| 4°     | Argentina            | 29 de diciembre de 2020                  | Allí Flavia Loiacono                      | Médica          | TBA      | Vacunación en Argentina            | [ 31 ] |
| 5°     | Brasil               | 17 de enero de 2021                      | Mônica Calazans                           | Enfermera       | 54 años  | Vacunación en Brasil               | [ 32 ] |
| 6°     | Panamá               | 20 de enero de 2021                      | Violeta Edith Gaona de Cocherán           | Enfermera       | 59 años  | Vacunación en Panamá               | [ 33 ] |
| 7°     | Ecuador              | 21 de enero de 2021                      | Jeanneth Morales                          | Médica          | 45 años  | Vacunación en Ecuador              | [ 34 ] |
| 8°     | Bolivia              | 29 de enero de 2021                      | Sandra Ríos Villarte                      | Enfermera       | 40 años  | Vacunación en Bolivia              | [ 35 ] |
| 9°     | Perú                 | 9 de febrero de 2021                     | Josef Vallejos Acevedo                    | Médico          | TBA      | Vacunación en Perú                 | [ 36 ] |
| 10°    | República Dominicana | 16 de febrero de 2021                    | Ramón Familia Alcantara                   | Médico          | 57 años  | Vacunación en República Dominicana | [ 37 ] |
| 11°    | Colombia             | 17 de febrero de 2021                    | Verónica Luz Machado Torres               | Enfermera       | 46 años  | Vacunación en Colombia             | [ 38 ] |
| 12°    | El Salvador          | 17 de febrero de 2021                    | Mirna Esmeralda Moreno de Murgas          | Enfermera       | 53 años  | Vacunación en El Salvador          | [ 39 ] |
| 13°    | Venezuela            | 18 de febrero de 2021                    | Glendy Amelia Rivero                      | Médica          | TBA      | Vacunación en Venezuela            | [ 40 ] |
| 14°    | Paraguay             | 22 de febrero de 2021                    | Miriam Arrúa                              | Enfermera       | 40 años  | Vacunación en Paraguay             | [ 41 ] |
| 15°    | Honduras             | 25 de febrero de 2021                    | Yelena Soraya Ortega Vásquez              | Enfermera       | 40 años  | Vacunación en Honduras             | [ 42 ] |
| 16°    | Guatemala            | 25 de febrero de 2021                    | Magdalena Guevara González                | Enfermera       | 46 años  | Vacunación en Guatemala            | [ 43 ] |
| 17°    | Uruguay              | 27 de febrero de 2021                    | Cecilia Moreno y Erika Correa             | Adtva. y Enfra. | 22 y TBA | Vacunación en Uruguay              | [ 44 ] |
| 18°    | Nicaragua            | 2 de marzo de 2021                       | Marco Antonio Aráuz                       | Paciente        | 62 años  | Vacunación en Nicaragua            | [ 45 ] |